# Jorge Volpi

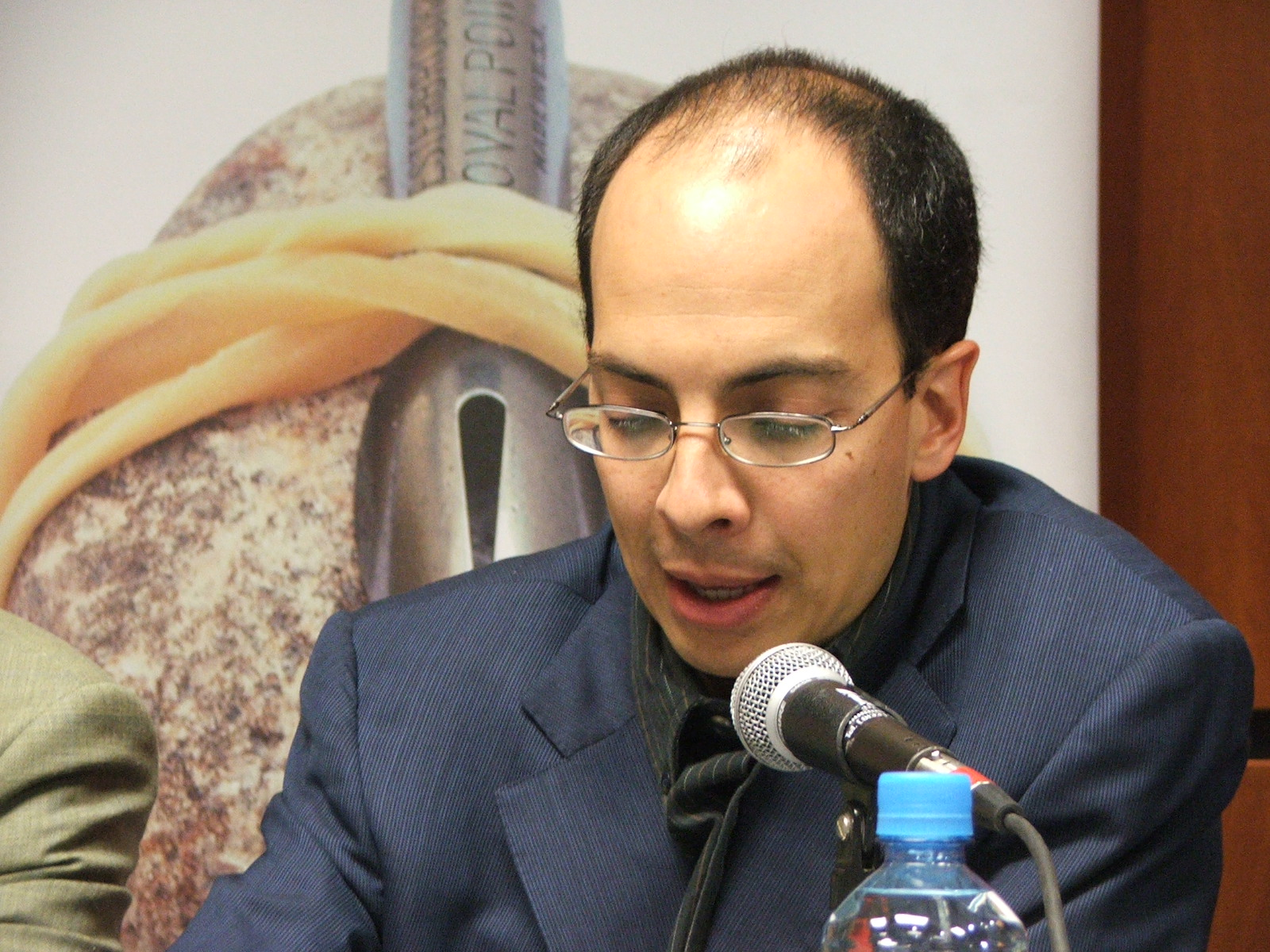
Volpi op de boekenbeurs van Guadalajara in 2005

Jorge Luis Volpi Escalante (Mexico-Stad, 10 juli 1968) is een Mexicaans schrijver.
Volpi werd geboren in een gezin van Italiaanse afkomst. Hij studeerde rechtsgeleerdheid en literatuurwetenschap aan de Nationale Autonome Universiteit van Mexico (UNAM) en behaalde een doctorstitel in de Spaanse filologie aan de Universiteit van Salamanca. Uiteindelijk werd Volpi advocaat en was hij van 1992 tot 1994 secretaris van toenmalig Minister van Justitie Diego Valadés.
In 1996 richtte hij met een groep Mexicaanse schrijvers, onder wie Eloy Urroz, Ignacio Padilla en Pedro Angel Palou, de "Crackbeweging" op. Volpi en de zijnen verzetten zich tegen de heersende Latijns-Amerikaanse literatuur, vooral tegen het magisch realisme en de voortdurende pogingen door middel van literatuur de Latijns-Amerikaanse of Mexicaanse identiteit te achterhalen.
Volpi's bekendste boek is En busca de Klingsor (= "De zoektocht naar Klingsor"), waarin een speurtocht van twee Duitse generaals in de Tweede Wereldoorlog vermengd wordt met een geschiedenis van de natuurkunde. Voor dit boek won hij twee internationale prijzen: in Spanje de Premio Biblioteca Breve en in Frankrijk de Deux-Océans-Grinzane-Cavour.